# Raketenflugplatz Berlin

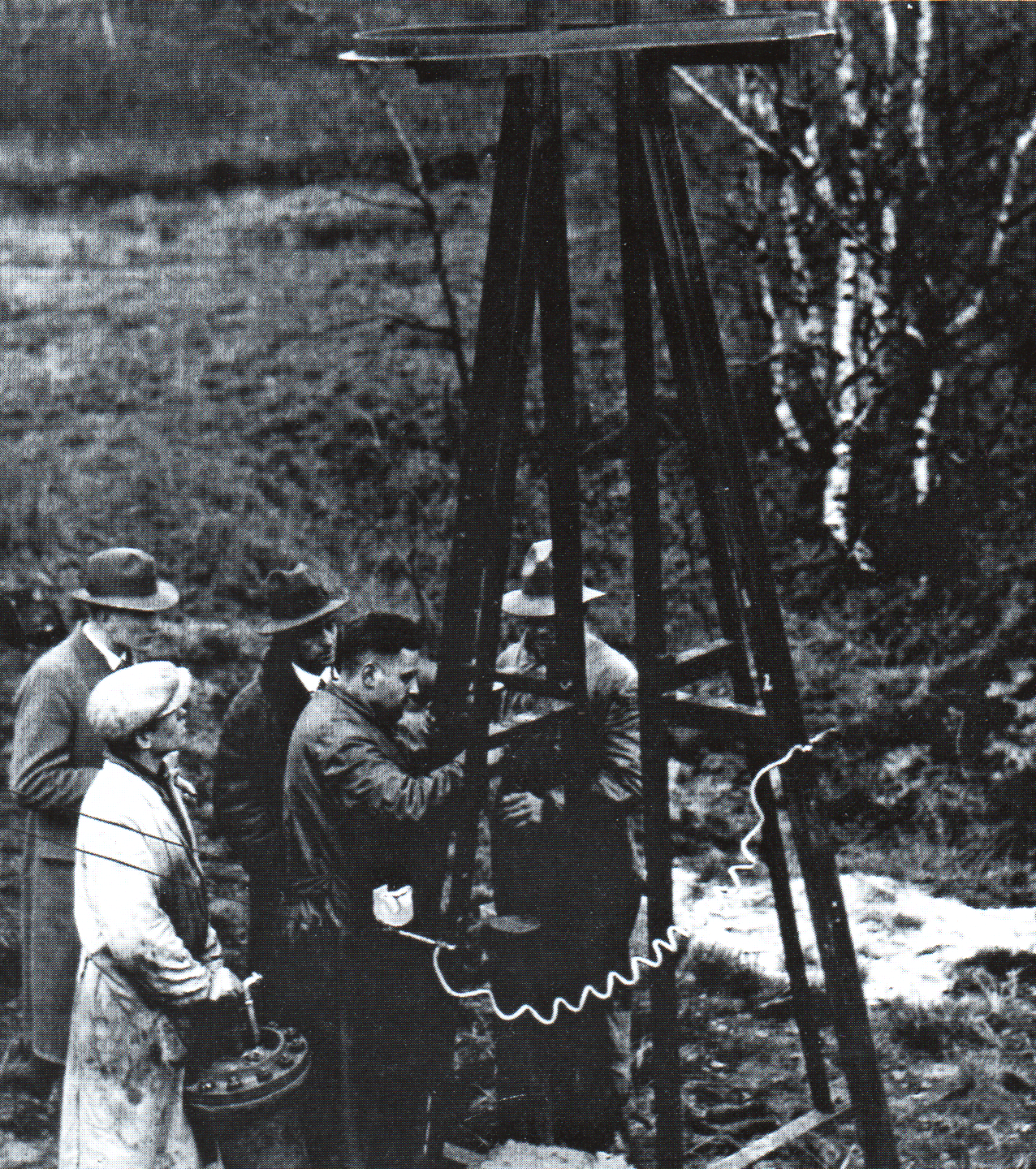
Rolf Engel, Paul Ehmayr, Rudolf Nebel, Klaus Riedel oraz Kurt Heinisch na stanowisku startowym Berlin (początek lat 30.)

Raketenflugplatz Berlin – dawny ośrodek o powierzchni 4 km², należący do nieistniejącego obecnie Towarzystwa Podróży Kosmicznych (niem. Verein für Raumschiffahrt), zlokalizowany w berlińskiej dzielnicy Tegel. Został założony 27 września 1930 roku na terenie dawnej strzelnicy, wydzierżawionym przez Rudolfa Nebela od pruskiego ministerstwa wojny. Był wykorzystywany do konstrukcji oraz badania rakiet z silnikami na ciekły materiał pędny. Budowano tam i testowano rakiety typu Mirak i Repulsor, które często wybuchały. Początkowo maksymalna wysokość na jaką wznosiły się rakiety nie przekraczała 100 metrów, z czasem osiągano pułap do 4000 m. 30 września 1933 roku obiekt został zamknięty – rzekomo z powodu nieuregulowanego rachunku za wodę. W późniejszych latach siły zbrojne III Rzeszy przejęły teren celem rozwinięcia badań nad bronią rakietową.
Według Nebela, odgłosy towarzyszące testom silników rakietowych były słyszalne nawet z Placu Poczdamskiego. Spowodowało to zainteresowanie tematem przez prasę, która na łamach gazet ochrzciła inżynierów mianem „głupców z Tegel” (niem. „Die Narren von Tegel”).
Dziś w miejscu stanowiska startowego znajduje się osiedle Cité Pasteur. W głównym holu nieczynnego już portu lotniczego Berlin-Tegel znajduje się relief upamiętniający pionierów rakietnictwa – Rudolfa Nebela, Hermanna Obertha i Wernhera von Brauna.